# 克約諾區
克約諾區（西班牙語：Distrito de Quelloúno），是秘魯的一個區，位於該國南部庫斯科大區的拉孔本西翁省，始建於1986年10月1日，面積799.68平方公里，海拔高度800米，2005年人口16,469，人口密度每平方公里21人。